# Кадм Мілетський
Кадм Мілетський — один з найперших давньогрецьких істориків-логографів, що жив у VI ст. до н. е.

## Життєпис
Про Кадма майже немає відомостей. Народився у м.Мілет (Мала Азія). Можливо був сином Пандіона (або Архелая). Перш за все він був добре освіченою людиною із заможної або навіть знатної родини.
За прикладом інших логографів написав твір, присвячений рідному місту — Мілету. Тут він наводить історію заснування міста, де приводить як міфологічні, та й дійсні факти. За стилем вона відповідає працям Харона Лампсакського, Ксанфа Лідійського. Писав Кадм на інонійській говірці грецької мови. Втім до нашого часу ця праця не збереглася, про неї відомо лише з історичних робіт давньогрецьких письменників, що жили пізніше, зокрема Гекатей Мілетський.

## Твори
- Заснування Мілету